# Sergio Marchionne
 (janvier 2023).
- Si vous ne connaissez pas le sujet, laissez ce bandeau (vous pouvez alors contacter les auteurs).
- Si vous supprimez le contenu mis en cause (vous pouvez préalablement contacter les auteurs),

argumentez précisément cette suppression dans la page de discussion
(un manque de référence n'est pas un argument ; une recherche réelle de référence doit avoir été effectuée, être formellement documentée).
Sergio Marchionne (né le 17 juin 1952 à Chieti (Abruzzes) et mort le 25 juillet 2018 à Zurich) est un industriel et chef d'entreprise italien naturalisé canadien, directeur général de SGS de 2002 à 2004, du Groupe Fiat de 2004 à 2014 puis de Fiat Chrysler Automobiles et président de Ferrari de 2014 à 2018.
Il fut vice-président non exécutif du CA du groupe bancaire suisse UBS de février 2008 à juillet 2018,. Il était par ailleurs membre du conseil d'administration de Philip Morris International.

## Biographie
Sergio Marchionne nait le 17 juin 1952 à Chieti, dans les Abruzzes, où son père était carabinier. Il a 14 ans lorsque sa famille part s'installer à Toronto au Canada. C'est donc dans la capitale de l'Ontario, qu'il acquiert la nationalité canadienne et fait ses études.
Il obtient un premier diplôme en philosophie à l'université de Toronto, un « undergraduate » (bachelor of arts/licence) en 1979 à l'université de Windsor (il y obtiendra également un Master of Business Administration (MBA) en 1985), et un diplôme de droit de la « Osgoode Hall Law School » en 1983, 
Il commence sa carrière professionnelle en Amérique du Nord en tant qu'auditeur pour le cabinet Deloitte Touche, de 1983 à 1985. Par la suite, il occupa le poste de contrôleur de groupe puis directeur du développement dans le Lawson Mardon Group de Toronto. De 1989 à 1990, il a été vice-président exécutif de Glenex Industries. De 1990 à 1992, il a été responsable du secteur finances de Acklands Ltd mais aussi responsable du développement légal et d'entreprise pour Lawson Group, racheté par « Alusuisse Lonza » - Algroup. Il y recouvra des postes à fortes responsabilités au siège central à Zurich, jusqu'à en devenir le directeur général.
Il est resté à la tête de Lonza Group Ltd, après sa séparation de Algroup, jusqu'en février 2002, lorsqu'il a été nommé Directeur Général du groupe SGS de Genève, leader mondial des services de contrôle, vérification et certification, un colosse de 46 000 collaborateurs dans le monde, filiale de la holding Fiat à travers l'IFI (aujourd'hui Exor).
Sergio Marchionne est une personne connue et reconnue dans le monde financier pour avoir redressé le groupe suisse en seulement deux ans. C'est pour cette raison principale, à la suite du décès de Umberto Agnelli et à la démission de Giuseppe Morchio, qui a quitté le groupe Fiat après le refus de la famille Agnelli de lui confier aussi le poste de président du groupe, Sergio Marchionne entre au Conseil d'Administration du groupe Fiat en mai 2003 et est nommé le 1er juin 2004, directeur général de Fiat S.p.A., qui possède le colosse automobile Fiat Group Automobiles, Iveco et CNH, entre autres, et emploie plus de 300 000 personnes. (Le groupe Fiat, par le truchement de la holding financière de la famille Agnelli, IFI, est actionnaire majoritaire de SGS). À partir de 2005, Sergio Marchionne assure également la direction de Fiat Group Automobiles.
Le symbole de la renaissance de la division automobile restera la Fiat 500, présentée en 2007.
Après le redressement du Groupe Fiat, remis de son alliance ratée avec General Motors, il se déclare opposé à toute nouvelle fusion et à la recherche de coopérations ciblées à l'instar du groupe français PSA Peugeot-Citroën. Mais la crise des subprimes le fait changer de diagnostic : en décembre 2008, il déclare que seuls les groupes produisant plus de 5 millions de véhicules auront un avenir. Quelques mois plus tard, il annonce un partenariat avec Chrysler dont le groupe hérite de 20 % du capital et en devient le directeur général. En avril 2009, il annonce vouloir acquérir les activités de General Motors en Europe, avec le constructeur allemand Opel et la marque suédoise Saab et celles de GM Amérique du Sud, afin de constituer le 2e groupe automobile mondial, derrière Toyota.
À la suite de son coup de poker, Il reprend le groupe Chrysler, et récupère une entreprise à la fois modernisée par Daimler et « dégraissée » aux frais du contribuable américain à la suite de la mise en faillite sous chapitre 11. Chrysler disposait donc de véhicules prêts à être lancés et d'un personnel réduit mais qualifié. Avec la reprise du marché américain, les ventes repartent et permettent de combler les pertes de la marque Fiat. Fiat S.p.A. acquiert ensuite la totalité du capital du groupe américain le 1er janvier 2014.
Peu après, il annonce des plans produits très ambitieux pour toutes les marques (le 6e en 4 ans), et annonce la mort programmée de Lancia, marque centenaire.

### Mort
Le 21 juillet 2018, le directeur général de Fiat Chrysler Automobiles, Marchionne a été soudainement remplacé dans tous ses postes. D'abord chez FCA, par Mike Manley, le PDG de la marque Jeep. Ensuite chez Ferrari où John Elkann devient le président et Louis Camilleri, ancien PDG du cigarettier Philip Morris, prend le poste de directeur général. Chez SGS, Peter Kalantzis, nommé président par intérim, et chez CNH Industrial, Suzanne Heywood, une Britannique, lui succèdent aussi. Cela se fait à la suite des réunions d'urgence du conseil d'administration de chaque société la veille. Marchionne est apparu pour la dernière fois en public le 26 juin en Italie, où il semblait assez léthargique et fatigué. Fiat Chrysler Automobiles a déclaré le 5 juillet qu'il avait pris un congé médical pour subir une intervention chirurgicale à l'épaule droite et le jour de son remplacement a déclaré qu'il ne pourrait pas retourner au travail en raison de complications postopératoires. Il a été rapporté plus tard que son état de santé s'était détérioré « soudainement et brutalement » et qu'il était « gravement malade » à l'hôpital universitaire de Zürich en Suisse.
Les médias italiens ont rapporté que le déménagement a été déclenché parce que Marchionne était tombé dans le coma et ont plus tard contredit la déclaration de la FCA, rapportant que sa chirurgie était en fait une procédure beaucoup plus invasive destinée à combattre une maladie infectieuse non spécifiée, mais très agressive qui avait été récemment diagnostiquée. Il a été rapporté plus tard que Marchionne avait depuis longtemps des douleurs chroniques aux épaules qui rendaient le mouvement du bras difficile, qu'il traitait avec de la cortisone. Par la suite, on lui a diagnostiqué un sarcome invasif de l'épaule, dont il a caché la gravité à Elkann et à ses collègues pendant qu'il suivait un traitement. Sa chirurgie de l'épaule faisait partie de ce traitement, et on a rapporté qu'il s'agissait d'une opération à haut risque que Marchionne appréhendait au départ. Au cours de l'opération, il a subi un accident vasculaire cérébral déclenché par une embolie cérébrale qui l'a plongé dans le coma. Marchionne aurait subi des dommages cérébraux permanents et était maintenu en vie par des appareils de survie, les médecins disant qu'il n'y avait aucun espoir de guérison. Il était un fumeur invétéré jusqu'à un an avant sa mort. Sergio Marchionne meurt le 25 juillet 2018, à l'âge de 66 ans. Il laisse dans le deuil sa compagne Manuela Battezzato, ses deux fils adultes, Alessio et Tyler.
La chaîne économique américaine CNBC décrit Sergio Marchionne comme une légende de l'industrie automobile, tandis que le journal britannique The Financial Times le considère comme l'un des chefs d'entreprise les plus audacieux de sa génération.

## Titres
En 2005, l’université de Windsor lui a conféré le titre d'Honorary Doctor of Laws Degree et il a reçu le 5 octobre 2007, la Laurea Honoris Causa en Économie de l’université de Cassino ainsi que le master honoris causa de la Fondation CUOA.
Le 27 mai 2008 il a obtenu la Laurea Magistrale ad Honorem en ingénierie de gestion de l'École polytechnique de Turin avec le commentaire suivant :

« Pour votre longue et prestigieuse activité de manager au niveau international et pour avoir su redresser la plus importante entreprise industrielle privée d'Italie, en lui redonnant son illustre image et les capacités pour affronter la compétition mondiale. »

## Citation
« Certains experts en économie sont convaincus que le système européen — pour améliorer la productivité, son efficacité et ses profits — doit converger vers le modèle américain. Je ne crois pas que ce type de convergence soit possible même à moyen terme, ni même que ce soit souhaitable. [...] Tous ces raisonnements sont à plus forte raison valables pour le Sud de l'Italie, où il est prioritaire de combler le fossé (gap) existant avec le reste du pays. Mais la perspective selon laquelle cela doit changer ne peut pas être celle de l'assistance. La culture de l'assistanat produit la dépendance et éteint l'esprit d'initiative et le sens des responsabilités. »

— Sergio Marchionne

## Honneurs et récompenses
- Chevalier du Travail – 1er juin 2006[15]
- 2005, Docteur honoris causa en droit de l'Université de Windsor (Canada)[16]
- 2007, Maître honoris causa de la Fondation CUOA (Italie)[17]
- Docteur honoris causa en administration des affaires de l'Université de Toledo (Ohio), 8 mai 2011[18],[19]
- En 2010, Marchionne a reçu le Premio Pico della Mirandola[20]
- En 2011, Marchionne a reçu la Deming Cup 2011 pour l'excellence opérationnelle, décernée par le W. Edwards Deming Center de la Columbia Business School[21]